# Bill Oakley
Bill Oakley (nacido en 1966) es un escritor de televisión estadounidense, principalmente reconocido por su trabajo en Los Simpson. Junto con su compañero guionista, Josh Weinstein, fue el productor ejecutivo durante la séptima y la octava temporada del programa. Antes de ser productores ejecutivos del programa, el dúo fue contratado como escritores durante la cuarta temporada. Juntos, escribieron episodios importantes, como "Who Shot Mr. Burns?". Después de dejar Los Simpson, Oakley y Weinstein crearon las series Mission Hill y The Mullets, y fueron consultores en Futurama.
Oakley nació y creció en Maryland, y asistió a la escuela St. Albans School, de Washington D. C., en donde él y Weinstein crearon caricaturas para el periódico escolar. Luego, asistió a la universidad Harvard, en donde fue vicepresidente y editor de la publicación Harvard Lampoon. Sus compañeros de Lampoon eran, entre otros, uno de los creadores de Futurama (David X. Cohen), el creador de Newsradio, Paul Simms, y Richard Appel, Greg Daniels, Dan Greaney, Dan McGrath, Steve Young, Steve Tompkins, y la que sería su futura esposa, Rachel Pulido, todos ellos escritores de Los Simpson bajo la supervisión de Oakley y Weinstein. Oakley sigue participando activamente en la revista Harvard Lampoon. 
Oakley y su esposa, Rachel Pulido (quien también escribió Mission Hill) tuvieron dos hijas, Mary y Elizabeth, y un hijo llamado James, quien participó en dos comentarios de DVD de Los Simpson cuando todavía era un niño.
Oakley y Weinstein escribieron y produjeron muchos pilotos televisivos (tanto comedias como dramas), y muchas películas, incluyendo The Optimist para New Line Cinema, cuyo protagonista es Seann William Scott.
Oakley es un ávido surfista y snowboarder quien frecuenta los centros de esquí del sur de California durante los meses de invierno. 

## Créditos

### Episodios deLos Simpson

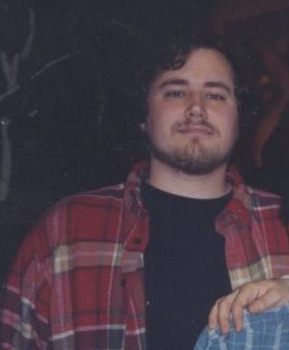
Bill Oakley en 1994.

Oakley escribió los siguientes episodios de Los Simpson, junto con Josh Weinstein:
- "Marge Gets a Job"
- "Marge in Chains"
- "The Simpsons' Halloween Special IV" (segmento "Terror at 5½ Feet")
- "$pringfield (or, How I Learned to Stop Worrying and Love Legalized Gambling)"
- "Lisa vs. Malibu Stacy"
- "Sweet Seymour Skinner's Baadasssss Song"
- "Lady Bouvier's Lover"
- "Sideshow Bob Roberts"
- "Grampa vs. Sexual Inadequacy"
- "Bart vs. Australia"
- "Who Shot Mr. Burns?" (partes 1 & 2)
- "22 Short Films About Springfield"-Contribuyó

### Episodios de Mission Hill
Oakley coescribió el siguiente episodio, junto a Josh Weinstein:
- "Pilot"

### Pilotos de televisión
- 22 Birthdays Archivado el 4 de marzo de 2016 en Wayback Machine. con Doug Liman
- Business Class Archivado el 22 de mayo de 2011 en Wayback Machine. con Mark Valley

### Largometrajes
- Ruprecht
- The Optimist Archivado el 18 de noviembre de 2008 en Wayback Machine.